# Farní sbor Českobratrské církve evangelické v Praze 4 – Modřany
Farní sbor Českobratrské církve evangelické v Praze 4 - Modřany je sborem Českobratrské církve evangelické v Praze. Sbor spadá pod Pražský seniorát.
Sbor byl ustaven jako samostatný roku 1956.
Duchovními sboru jsou faráři Magdalena Ondrová a Lukáš Ondra , kurátorkou sboru Hana Šormová.
Roku 2006 proběhla rekonstrukce sborového domu v provedení známého architekta a herce Davida Vávry.

## Faráři sboru
- Zvonimír Šorm (1993-2019)
- Magdalena Ondrová  (od 2020)
- Lukáš Ondra  (od 2020)